# Sijua (ort i Indien)
Sijua är en ort i Indien.   Den ligger i distriktet Dhanbad och delstaten Jharkhand, i den östra delen av landet, 1 100 km sydost om huvudstaden New Delhi. Sijua ligger 198 meter över havet och antalet invånare är 31 537.
Terrängen runt Sijua är platt, och sluttar söderut. Runt Sijua är det mycket tätbefolkat, med 3 623 invånare per kvadratkilometer. Närmaste större samhälle är Dhanbad, 11,8 km öster om Sijua. I omgivningarna runt Sijua växer huvudsakligen savannskog.